# Sara Waisglass
Sara Waisglass (Toronto, 3 de julio de 1998) es una actriz canadiense de cine y televisión, reconocida especialmente por su papel como Frankie Hollingsworth en la serie de televisión de drama adolescente Degrassi: The Next Generation y en sus posteriores temporadas, y por su participación en la película de 2008 Afterwards, bajo la dirección de Gilles Bourdos. En 2021 interpretó el papel de Maxine en la serie de Netflix Ginny & Georgia.

## Filmografía destacada

### Cine
| Año  | Título             | Papel  | Notas        |
| ---- | ------------------ | ------ | ------------ |
| 2008 | Watering Mr. Cocoa | Amber  | Cortometraje |
| 2008 | Afterwards         | Tracey |              |
| 2015 | Life               | Joven  |              |
| 2020 | Tainted            | Anna   |              |

### Televisión
| Año       | Título                        | Papel                 | Notas        |
| --------- | ----------------------------- | --------------------- | ------------ |
| 2007      | The Jane Show                 | Jane                  | 1 episodio   |
| 2009-2010 | Overruled!                    | Jordy Cooper          | 29 episodios |
| 2013-2014 | Degrassi: The Next Generation | Frankie Hollingsworth | 50 episodios |
| 2014      | Degrassi: Minis               | Frankie Hollingsworth | 1 episodio   |
| 2015      | Degrassi TV                   | Frankie Hollingsworth | 2 episodios  |
| 2015      | Degrassi: Don't Look Back     | Frankie Hollingsworth |              |
| 2016      | Degrassi: Next Class          | Frankie Hollingsworth | 10 episodios |
| 2017      | The Good Doctor               | Olivia                |              |
| 2018      | Suits                         | Esther                | 2 episodios  |
| 2018-2019 | Holly Hobbie                  | Lyla                  | 10 episodios |
| 2020      | October Faction               | Madison               | 8 episodios  |
| 2020      | Ginny & Georgia               | Maxine                | 10 episodios |